# Hafsardża
Hafsardża (arab. حفسرجة) – wieś w Syrii, w muhafazie Idlib. W 2004 roku liczyła 4287 mieszkańców.